# Miguel Muñoz (Salamanca)
Miguel Muñoz es una entidad de población española del municipio de Monterrubio de la Sierra, perteneciente a la provincia de Salamanca, en la comunidad autónoma de Castilla y León.

## Historia
Hacia mediados del siglo XIX, el lugar, ya por entonces perteneciente a Monterrubio de la Sierra, tenía contabilizada una población de veinte habitantes. Aparece descrito en el undécimo volumen del Diccionario geográfico-estadístico-histórico de España y sus posesiones de Ultramar de Pascual Madoz con las siguientes palabras:

MIGUEL MUÑOZ: ald. agregada al ayunt. de Monterubio de la Sierra (1 1/2 leg.), en la prov. y dióc. de Salamanca (3), part. jud. de Alba de Tormes (2 1/2), aud. terr. de Valladolid y c. g. de Castilla la Vieja (25). Está sit. en una llanura, gozando de buen clima y libre ventilacion, siendo las estacionarias las enfermedades mas frecuentes. Se compone de 5 casas de mediana construccion, é inmediato á ellas hay una fuente de cuyas aguas se aprovechan los vec., los cuales en lo espiritual dependen de la igl. de Monterubio, cuyo párroco en los dias de precepto viene á decir misa. El term. confina por el N. con el de San Pedro de Rozados; E. su ayunt.; S. Hernancorbo, y O. Bernoy; pasa por él un pequeño regato que nace en San Pedro de Rozados. El terreno es de secano, pero de buena calidad, tiene un monte de encina y roble y 3 escelentes alamedas de álamos blancos y negrillos. Los caminos conducea á los pueblos limítrofes en regular estado. La correspondencia se busca en la adm. de Salamanca. prod.: trigo, centeno, cebada y bellota; hay ganado vacuno y lanar que es el mas preferido, y caza menor de toda clase. pobl.: 5 vec., 20 almas. riqueza y contr.: con su ayunt. (V.).
(Madoz, 1848, p. 411)

En 2023, la entidad singular de población tenía empadronados tres habitantes.